# ابیسومینامی، شیبویا
ابیسومینامی، شیبویا (به ژاپنی: 恵比寿南, Ebisuminami)، ناحیه کوچکی از شیبویا-کو، توکیو، توکیو، واقع در جنوب شرقی ایستگاه ابیسو است. این منطقه اغلب به عنوان بخشی از منطقه ابیسو با حس گسترده در نظر گرفته می‌شود. ابیسومینامی با ناحیه ابیسو (توکیو) در شمال غربی در سراسر ایستگاه ابیسو هم‌مرز است، که آدرس پستی آن ابیسومینامی است، نه ابیسو، شیبویا.